# Rudolph Snellius
Rudolph Snellius (Rudolph Snel van Royen), (Oudewater, no dia 5 de outubro de 1546 -  Leiden, 2 de março de 1613) foi um hebraísta e matemático holandês que deu aulas na Universidade de Marburg e na Universidade de Leiden. Snellius (o nome é a forma latinizada do seu nome em holandês, Snel ou Snell) teve muita influência em algumas das forças políticas e intelectuais da Era de Ouro da Holanda.

## Vida
Proveniente de uma família rica da Holanda enquanto esta estava sob o domínio dos Habsburgos da Espanha, Rudolf Snellius cresceu e foi educado na cidade de Oudewater na Província de Utrecht. Quando adulto foi estudar na Universidade de Colônia tendo Valentin Naboth (1523-1593) como professor e na Universidade de Heidelberg foi aluno de Immanuel Tremellius (1510-1580) e em pouco tempo recebeu o cargo de professor na Universidade de Marburg. Embora fosse treinado na lógica Aristotélica, ele ficou impressionado com a nova lógica de Petrus Ramus, que ele ensinou junto com matemática e as aulas de idioma em seu posto universitário.
Em 1578, ele retornou para Oudewater logo depois de sua devastação por um assédio espanhol durante a Revolta Holandesa. Não muito tempo depois lhe foi oferecido, e ele aceitou, o cargo de professor de Hebraico e de matemática na Universidade de Leiden. Nesse verão ele se casou com Machteld Cornelisdochter, a qual tinha sobrevivido ao massacre de Oudewater. Ela o acompanhou até Leiden, onde ele ensinou até a sua morte em 1613. Snellius foi sepultado na Igreja de Grote em sua cidade natal.

## Influência
Ao visitar Utrecht no ano de 1575, ele fez amizade com o jovem Jacobus Arminius (1560-1609), na época um estudante pobre em Oudewater que fez questão de acompanhá-lo a Marburgo para assumir os seus estudos. Arminius, também, teria retornado a Leiden para lecionar, e suas doutrinas teológicas teriam efeito no processo de reforma da Holanda e de outros países.  Um outro aluno de Snellius, desta vez em Leiden, foi o garoto prodígio Hugo Grotius, o qual não apenas se envolveria nas lutas políticas em torno de Arminius, mas que posteriormente iria se estabelecer como um teórico político fundamental da baixa idade moderna. O seu filho Willebrord Snellius foi astrônomo e matemático que deu seu nome à Lei de Snell.